# Майлз Беллвілл
Майлз Беллвілл (англ. Miles Bellville, 28 квітня 1909 — 27 жовтня 1980) — британський яхтсмен.
Олімпійський чемпіон 1936 року в класі 6 метрів.